# Indianapolis 500 in 1924
De 12e Indianapolis 500 werd gereden op vrijdag 30 mei 1924 op de Indianapolis Motor Speedway. Lora Corum startte de race in de winnende Duesenberg en werd tijdens de 111e ronde afgelost door Joe Boyer die de auto naar de overwinning reed. Beide coureurs werden aangeduid als co-winnaars.

## Startgrid
| Rij | Binnen           | Midden           | Buiten         |
| --- | ---------------- | ---------------- | -------------- |
| 1   | Jimmy Murphy     | Harry Hartz      | Tommy Milton   |
| 2   | Bennett Hill     | Joe Boyer        | Earl Cooper    |
| 3   | Jules Ellingboe  | Cliff Durant     | Antoine Mourre |
| 4   | Ernie Ansterberg | Jerry Wonderlich | Frank Elliott  |
| 5   | Pete DePaolo     | Eddie Hearne     | Ira Vail       |
| 6   | Fred Comer       | Ora Haibe        | Bob McDonogh   |
| 7   | Bill Hunt        | Alfred Moss      | Lora Corum     |
| 8   | Fred Harder      |                  |                |

## Race
| #                                  | Coureur                | Auto       | Ronden | Opgave     |
| ---------------------------------- | ---------------------- | ---------- | ------ | ---------- |
| 1                                  | Lora Corum Joe Boyer   | Duesenberg | 200    |            |
| 2                                  | Earl Cooper            | Miller     | 200    |            |
| 3                                  | Jimmy Murphy           | Miller     | 200    |            |
| 4                                  | Harry Hartz            | Miller     | 200    |            |
| 5                                  | Bennett Hill           | Miller     | 200    |            |
| 6                                  | Pete DePaolo           | Duesenberg | 200    |            |
| 7                                  | Fred Comer             | Miller     | 200    |            |
| 8                                  | Ira Vail               | Miller     | 200    |            |
| 9                                  | Antoine Mourre         | Miller     | 200    |            |
| 10                                 | Bob McDonogh           | Miller     | 200    |            |
| 11                                 | Jules Ellingboe        | Miller     | 200    |            |
| 12                                 | Jerry Wonderlich       | Miller     | 200    |            |
| 13                                 | Cliff Durant           | Miller     | 199    | Mechanisch |
| 14                                 | Bill Hunt              | Ford       | 191    |            |
| 15                                 | Ora Haibe              | Mercedes   | 182    |            |
| 16                                 | Alfred Moss            | Ford       | 177    |            |
| 17                                 | Fred Harder            | Ford       | 177    |            |
| 18                                 | Joe Boyer Bennett Hill | Duesenberg | 176    | Ongeval    |
| 19                                 | Eddie Hearne           | Miller     | 151    | Mechanisch |
| 20                                 | Frank Elliott          | Miller     | 149    | Mechanisch |
| 21                                 | Tommy Milton           | Miller     | 110    | Mechanisch |
| 22                                 | Ernie Ansterberg       | Duesenberg | 2      | Ongeval    |
| Gemiddelde snelheid : 158,092 km/h |                        |            |        |            |